# Zwerkbalcup
De Zwerkbalcup is in de Harry Potter-verhalen van de Britse schrijfster J.K. Rowling de benaming voor de jaarlijkse Zwerkbalcompetitie die gehouden wordt op de toverschool Zweinstein. Zwerkbal is een tovenaarssport die wordt gespeeld op bezems.
Elke afdeling speelt eenmaal tegen elke andere afdeling, zodat er zes wedstrijden per seizoen zijn en drie wedstrijden per team. De afdeling die de meeste punten heeft wint de cup. Punten worden verdiend als een Jager scoort (10 punten) en als de Zoeker de Snaai vangt (150 punten).

## Wedstrijden
- 1e wedstrijd, Griffoendor - Zwadderich,
- 2e wedstrijd, Huffelpuf - Ravenklauw
- 3e wedstrijd, Ravenklauw - Zwadderich
- 4e wedstrijd, Griffoendor - Huffelpuf
- 5e wedstrijd, Huffelpuf - Zwadderich
- 6e wedstrijd, Griffoendor - Ravenklauw

De wedstrijden worden normaal gesproken in deze volgorde gespeeld. Madame Hooch is de scheidsrechter bij de wedstrijden op een wedstrijd na, in het eerste jaar valt Severus Sneep eenmaal in. De wedstrijden worden gespeeld in het speciale Zwerkbalstadion op het terrein van Zweinstein. De commentatoren bij de wedstrijden waren: Leo Jordaan (Tot en met Boek 5), Zacharias Smid (Boek 6) en Loena Leeflang (Boek 6).

## Teams
Teams worden samengesteld door de aanvoerders, die testtrainingen houden en de zes beste spelers selecteren. Als er een geblesseerde speler is regelt de aanvoerder een vervanger. Ook bepaalt de aanvoerder de tactiek en regelt de trainingen. De aanvoerder wordt gekozen door het schoolbestuur. De aanvoerder krijgt een speciale badge en mag gebruikmaken van de badkamer van de klassenoudsten.

### Tenue
Griffoendor speelt in rode gewaden, Huffelpuf in gele gewaden, Ravenklauw in het blauw en Zwadderich draagt een groen tenue.

### Zwerkbalteam Griffoendor
| Jaar      | Zoeker                                            | Drijvers                                                | Wachter                                           | Jagers                                                   |                                                   |
| 1991-1992 | Harry Potter                                      | Fred en George Wemel                                    | Olivier Plank (C)                                 | Katja Bell Angelique Jansen Alicia Spinet                |                                                   |
| 1992-1993 | Harry Potter                                      | Fred en George Wemel                                    | Olivier Plank (C)                                 | Katja Bell Angelique Jansen Alicia Spinet                |                                                   |
| 1993-1994 | Harry Potter                                      | Fred en George Wemel                                    | Olivier Plank (C)                                 | Katja Bell Angelique Jansen Alicia Spinet                |                                                   |
| 1994-1995 | Geen Zwerkbal in verband met Toverschool Toernooi | Geen Zwerkbal in verband met Toverschool Toernooi       | Geen Zwerkbal in verband met Toverschool Toernooi | Geen Zwerkbal in verband met Toverschool Toernooi        | Geen Zwerkbal in verband met Toverschool Toernooi |
| 1995-1996 | Harry Potter en Ginny Wemel (1)                   | Fred en George Wemel en Andre Kolk en Jacques Sippe (1) | Ron Wemel                                         | Katja Bell Angelique Jansen (C) Alicia Spinet            |                                                   |
| 1996-1997 | Harry Potter (C) en Ginny Wemel (2)               | Rick Cools Jimmy Postelijn                              | Ron Wemel en Magnus Stoker (3)                    | Katja Bell en Daan Thomas (4) Demelza Rovers Ginny Wemel |                                                   |

1. George en Harry kregen een speelverbod van Dorothea Omber nadat ze Draco Malfidus aanvielen en Fred kreeg ook een speelverbod omdat Omber dacht dat hij ook plannen in zijn hoofd had om Malfidus aan te vallen als George, zijn broer, dat niet had gedaan
2. Harry moest strafwerk maken van Severus Sneep omdat hij Draco Malfidus had vervloekt met Sectumsempra
3. Ron lag in de ziekenzaal omdat hij vergiftigde mede had gedronken op de kamer van Hildebrand Slakhoorn
4. Katja had een vervloekte ketting aangeraakt die afkomstig was van Draco Malfidus, daardoor belandde ze een paar maanden in het St. Holisto's

### Zwerkbalteam Ravenklauw
| Jaar      | Zoeker                                            | Drijvers                                          | Wachter                                           | Jagers                                            |                                                   |
| 1991-1992 | Onbekend                                          | Onbekend                                          | Onbekend                                          | Onbekend                                          |                                                   |
| 1992-1993 | Onbekend                                          | Onbekend                                          | Onbekend                                          | Onbekend                                          |                                                   |
| 1993-1994 | Cho Chang                                         | Jason Samuels Duncan Inglebee                     | Grant Page                                        | Robbie Davids (C) Jeremy Stretton Randolph Bone   |                                                   |
| 1994-1995 | Geen Zwerkbal in verband met Toverschool Toernooi | Geen Zwerkbal in verband met Toverschool Toernooi | Geen Zwerkbal in verband met Toverschool Toernooi | Geen Zwerkbal in verband met Toverschool Toernooi | Geen Zwerkbal in verband met Toverschool Toernooi |
| 1995-1996 | Cho Chang                                         | Onbekend                                          | Onbekend                                          | Robbie Davids (C) Kanters Pieren                  |                                                   |
| 1996-1997 | Cho Chang                                         | Onbekend                                          | Onbekend                                          | Onbekend                                          |                                                   |

### Zwerkbalteam Huffelpuf
| Jaar      | Zoeker                                            | Drijvers                                          | Wachter                                           | Jagers                                            |                                                   |
| 1991-1992 | onbekend                                          | onbekend                                          | onbekend                                          | onbekend                                          |                                                   |
| 1992-1993 | onbekend                                          | onbekend                                          | onbekend                                          | onbekend                                          |                                                   |
| 1993-1994 | Carlo Kannewasser (C)                             | Maxine O'Flaherty Anthony Rickett                 | Herbert Fleet                                     | Malcolm Preece Heidi Macavoy Tamson Applebee      |                                                   |
| 1994-1995 | Geen Zwerkbal in verband met Toverschool Toernooi | Geen Zwerkbal in verband met Toverschool Toernooi | Geen Zwerkbal in verband met Toverschool Toernooi | Geen Zwerkbal in verband met Toverschool Toernooi | Geen Zwerkbal in verband met Toverschool Toernooi |
| 1995-1996 | Sappelaar                                         | onbekend                                          | onbekend                                          | Zacharias Smid onbekend                           |                                                   |
| 1996-1997 | onbekend                                          | onbekend                                          | onbekend                                          | Zacharias Smid Kuipers onbekend                   |                                                   |

### Zwerkbalteam Zwadderich
| Jaar      | Zoeker                                            | Drijvers                                          | Wachter                                           | Jagers                                                        |                                                   |
| 1991-1992 | André Hilarius                                    | Lucas Bakzijl Wrakking                            | Maarten Wildeling                                 | Marcus Hork (C) Adriaan Punnik Gerard van Beest               |                                                   |
| 1992-1993 | Draco Malfidus                                    | Lucas Bakzijl Wrakking                            | Maarten Wildeling                                 | Marcus Hork (C) Adriaan Punnik Gerard van Beest               |                                                   |
| 1993-1994 | Draco Malfidus                                    | Lucas Bakzijl Wrakking                            | Maarten Wildeling                                 | Marcus Hork (C) Gerard van Beest Adriaan Punnik en Warrel (1) |                                                   |
| 1994-1995 | Geen Zwerkbal in verband met Toverschool Toernooi | Geen Zwerkbal in verband met Toverschool Toernooi | Geen Zwerkbal in verband met Toverschool Toernooi | Geen Zwerkbal in verband met Toverschool Toernooi             | Geen Zwerkbal in verband met Toverschool Toernooi |
| 1995-1996 | Draco Malfidus                                    | Vincent Korzel Karel Kwast                        | Maarten Wildeling                                 | Gerard van Beest (C) Adriaan Punnik Warrel                    |                                                   |
| 1996-1997 | Draco Malfidus en Hondsdraf (2)                   | Vincent Korzel Karel Kwast                        | onbekend                                          | Urnveld (C) Valom onbekend                                    |                                                   |

1. Voor de finalewedstrijd besloot Hork kracht boven talent te kiezen en daarom verving hij Punnik door Warrel
2. Draco was een wedstrijd afwezig en Hondsdraf verving hem

## Winnaars
- James Potter won in de jaren 70 minimaal 1 keer de Zwerkbalcup met Griffoendor
- 1985-86 Ravenklauw
- 1986-87 Ravenklauw
- 1987-88 Ravenklauw
- 1988-89 Ravenklauw
- 1989-90 Ravenklauw
- 1990-91 Ravenklauw
- 1991-92 Ravenklauw
- 1992-93 De laatste drie wedstrijden en competitie werden geschrapt wegens de heropende Geheime Kamer
- 1993-94 Griffoendor
- 1994-95 Geen Zwerkbalcup vanwege het Toverschool Toernooi
- 1995-96 Griffoendor
- 1996-97 Griffoendor
- Charlie Wemel won minimaal 1 keer de Zwerkbalcup